# 아카네 호타루
아카네 호타루(일본어: 紅音ほたる, 1983년 10월 25일 ~ 2016년 8월 15일) 비디오 여배우였다. 아키츠키 안나(秋月杏奈)라는 이름으로도 알려져있으며, 영화를 비롯한 일본의 다양한 미디어에서 활동했다. 이후 츠케나아캉 프로젝트의 대표이사이자 HIV와 AIDS 운동가이기도 하며, 폴 댄서 및 DJ로서 활동했다.

## 생애

### AV 데뷔
아카네 호타루는 1983년 10월 25일 오사카에서 태어났다. 그녀는 원래 아키츠키 안나라는 이름을 사용해왔으며, 이 이름은 2004년 성인 비디오 데뷔작이었던 《충견 사세코》(미디어 프로듀스)에서도 사용되었다. 이 작품은 2004 타케시 키타노상에서 최고작품상을 수상했다. 2004년 6월, 《미루스포!》(밀키푸린♪)에 단체 배우로서 처음으로 출연하였다. 그해 말에 그녀는 완즈 팩토리와 Moodyz 두 곳의 메이저 제작사에서 주연을 맡았다. 2005년엔 주간 플레이보이 AV 아카데미상에서 올해의 신인상을 받았고, 제 5회 SOD대상에서 우수여우상을 수상했다.
2006년 9월 그녀의 작품인 《꿈의 학원10》(Moodyz)은 AV OPEN에서 2위를 차지하기도 했으며, 다른 작품인 《괴롭히는 치녀의 하렘 스페셜》(리얼 웍스)은 같은 시상식에서 릴리 프랭키 명예총재상을 수상했다. 같은 달, 경력 중 처음으로 무삭제 작품을 촬영하기도 했다. 그 후 4편의 무삭제 비디오를 더 촬영했으며, 작품들은 모두 스카이 하이 엔터테인먼트를 통해 발매되었다.
또 이치카와 토루 감독의 액션 영화에 출연하기도 했다. 영화의 이름은 《붉은 용의 여자(赤龍の女)》였으며, 2006년 10월에 개봉했다.

### 시오후키의 여왕
그녀는 성인 비디오 업계에서 "시오후키의 여왕"으로 이름을 알리게 되었다. 시오후키에 초점을 맞춰 촬영된 작품으로는 《구속 가게만들어버리는 시오후키 트랜스》(I ENERGY, 2004년 12월)와 《파이판 대량 시오후키 FUCK》(BEAUTY, 2007년 12월) 등이 있다. 그녀의 시오후키는 천장까지 튈 정도로 강했으며, 그 과정에서 카메라가 고장나버리는 경우도 많았다. 본인의 말에 따르면 20대 이상의 카메라를 버렸다고 한다. 또 그 양이 너무 많아서 탈수가 될뻔한 적도 있었으며, 시오후키 장면을 위해서 촬영 전에 물을 병째로 마셨었다고 말한다.
그녀는 자신의 AV 여배우로서의 경력에 자부심을 가지고 있다고 말했다. 2007년의 AV OPEN에서 치히로 하라와 사쿠라다 사쿠라와 함께 촬영한 《애널, 시오후키, 굵은 기구로 합체 레즈비언》(CROSS)는 챌린지 스테이지에서 1위를 차지했으며, 릴리 프랭키 명예총재상을 수상했다.

### 은퇴 후
아카네 호타루는 2008년 AV 여배우 활동을 그만두었으며, 은퇴 작품은 《파이널 시오후키, 안면 사정, 관장, 붓카케 스페셜》(CROSS)였다. 하지만 AV 활동 당시 사용했던 블로그는 2009년 8월까지 유지했다. 2008년 2월에는 TV 아사히에서 방송된 드라마 《특명계장 타다노 히로시》에서 배역을 맡았으며, 11월에는 키타사키 카즈노리 감독의 액션 스릴러 영화 《Triangle Connection》에 출연하기도 했다.
2008년 3월 19일, 자신이 작사한 노래인 〈사랑의 나라〉가 컴필레이션 음반 《메로라바》(유니버설 뮤직)에 수록되어 공개되었으며, 이 앨범에서 유일하게 AV 여배우로서 이름을 올렸다. 12월에는 《소악마 magic》(빅터 엔터테인먼트)이라는 이름의 옴니버스 음반이 제작되었다.
사생활에 조심스러운 다른 성인 비디오 여배우들과는 달리 그녀는 상당히 개방적으로 자신을 노출시켰는데, 블로그를 통해서 팬들과 교류하였으며, 상당히 높은 블로그 순위를 유지해왔다.

### HIV/AIDS 운동가
섹스 산업의 유명인사로서 2007년 12월 1일에 열린 세계 에이즈의 날의 도쿄 시부야 이벤트에 초대되었다. 에이즈에 관심을 갖게 된 계기를 묻는 질문에서 와세다 대학에서 강연을 했을 때, 그곳 학생이 성적인 문제를 상담해왔다고 이야기했다. 자신을 AV 배우로서 바라보는 젊은 세대에게서 본인 스스로 책임감을 느꼈고, 안전한 섹스와 HIV 검진을 촉진시키기위한 프로그램을 시작했다. 여기에는 이지마 아이가 자신의 인생의 마지막 해에 에이즈 예방에 헌신했던 것에서 영감을 얻었다고 말했다.
이런 노력은 해외로까지 확장되었으며, 대만 에이즈 재단의 빨간 리본 홍보대사가 되었으며, 2010년 12월 상하이를 방문해 에이즈 예방 캠패인 "Take Action"을 시작하기도 했다. 이 캠페인에서는 길거리에서 사람들에게 콘돔을 전달해주었다. 또 성병 예방을 다루는 상하이 기관에 5000개의 콘돔을 기부하기도 했다. 2012년 6월 대만의 온라인 뉴스 NowNews는 대만에서 인기있는 성인 비디오 여배우 10명을 소개했는데, 이 언론사의 기준에서 1위를 차지했으며 대만에서 그녀의 에이즈 활동은 자세히 알려지게 되었다.
2012년 3월 중국의 화중사범대학의 섹스학 강의에 초청되기도 했는데, 수천명의 학생들이 이 강의를 듣기 위해 몰렸으나, 보안상의 이유로 취소되었다. 그녀는 대학 대신에 현지의 TV에서 이야기 할 수 있었다.

## 사망
일본의 유명 성인 여배우 아카네 호타루가 8월 15일 사망한 것이 뒤늦게 알려졌다.
아카네 호타루와 9년간 교제해 온 하라 토시후미는 29일 페이스북 페이지에 아카네 호타루가 8월 15일 자택에서 숨진 채 발견됐고, 이미 장례를 마쳤다고 밝혔다.
또 이에 따르면 사인은 자살이나 사고 등이 아닌 발작에 의한 질식사로 추정된다.

## 같이 보기
- 시오후키
- 이지마 아이